# Championnat des Amériques masculin de basket-ball des moins de 18 ans 2014
Navigation
Brésil 2012 Chili 2016
Le championnat des Amériques masculin de basket-ball des moins de 18 ans 2014 se déroule à Colorado Springs aux États-Unis du 20 au 24 juin 2014. Il s'agit de la neuvième édition de la compétition, instaurée en 1990.

## Équipes participantes

### Qualifications
8 équipes, issues des différentes zones de qualification du Championnat des Amériques U18, sont qualifiées pour cette compétition.
| Mode de qualification                                                                  | Places | Nations qualifiées                        |
| -------------------------------------------------------------------------------------- | ------ | ----------------------------------------- |
| Hôte du championnat des Amériques U18 2014                                             | 1      | États-Unis                                |
| Qualifications Championnat des Amériques U18 2014 (Zone Amérique du Nord)              | 1      | Canada                                    |
| Qualifications Championnat des Amériques U18 2014 (Zone Amérique centrale et Caraïbes) | 3      | Mexique Porto Rico République dominicaine |
| Qualifications Championnat des Amériques U18 2014 (Zone Amérique du Sud)               | 2      | Argentine Brésil Uruguay                  |

## Rencontres

### Premier tour
Légende des classements
- Qualifié pour les demi-finales
- Qualifié pour les matches de classement

#### Groupe A
| Rang | Équipe                 | Pts | J | G | P | Pp  | Pc  | Diff |  | Résultats (dom.\ext.)  |   |       |       |        |
| ---- | ---------------------- | --- | - | - | - | --- | --- | ---- |  | ---------------------- | - | ----- | ----- | ------ |
| 1    | Canada                 | 6   | 3 | 3 | 0 | 271 | 196 | 75   |  | Canada                 |   | 79-67 | 91-70 | 101-59 |
| 2    | République dominicaine | 5   | 3 | 2 | 1 | 213 | 220 | -7   |  | République dominicaine | - |       | 74-72 | 72-69  |
| 3    | Porto Rico             | 4   | 3 | 1 | 2 | 222 | 240 | -18  |  | Porto Rico             | - | -     |       | 80-75  |
| 4    | Brésil                 | 3   | 3 | 0 | 3 | 203 | 253 | -50  |  | Brésil                 | - | -     | -     |        |

#### Groupe B
| Rang | Équipe     | Pts | J | G | P | Pp  | Pc  | Diff |  | Résultats (dom.\ext.) |   |        |        |        |
| ---- | ---------- | --- | - | - | - | --- | --- | ---- |  | --------------------- | - | ------ | ------ | ------ |
| 1    | États-Unis | 6   | 3 | 3 | 0 | 374 | 168 | 206  |  | États-Unis            |   | 118-64 | 156-58 | 100-46 |
| 2    | Argentine  | 5   | 3 | 2 | 1 | 218 | 245 | -27  |  | Argentine             | - |        | 67-55  | 87-72  |
| 3    | Uruguay    | 4   | 3 | 1 | 2 | 202 | 293 | -91  |  | Uruguay               | - | -      |        | 89-70  |
| 4    | Mexique    | 3   | 3 | 0 | 3 | 188 | 276 | -88  |  | Mexique               | - | -      | -      |        |

### Tableau final
|  | Demi-finales           | Demi-finales           | Demi-finales | Demi-finales |                               |        | Finale       | Finale       | Finale       | Finale       |
|  |                        |                        |              |              |                               |        |              |              |              |              |
|  | 23 juin 2014           | 23 juin 2014           | 23 juin 2014 | 23 juin 2014 |                               |        | 24 juin 2014 | 24 juin 2014 | 24 juin 2014 | 24 juin 2014 |
|  | A1                     | Canada                 | 91           | 91           |                               |        | 24 juin 2014 | 24 juin 2014 | 24 juin 2014 | 24 juin 2014 |
|  | A1                     | Canada                 | 91           | 91           |                               |        | 24 juin 2014 | 24 juin 2014 | 24 juin 2014 | 24 juin 2014 |
|  | B2                     | Argentine              | 82           | 82           |                               |        | 24 juin 2014 | 24 juin 2014 | 24 juin 2014 | 24 juin 2014 |
|  | B2                     | Argentine              | 82           | 82           | Canada                        | Canada | 79           | 79           |              |              |
|  | 23 juin 2014           |                        |              |              | Canada                        | Canada | 79           | 79           |              |              |
|  |                        |                        | États-Unis   | États-Unis   | 113                           | 113    |              |              |              |              |
|  | B1                     | États-Unis             | États-Unis   | États-Unis   | 113                           | 113    | 90           | 90           |              |              |
|  | B1                     | États-Unis             |              |              |                               |        |              | 90           |              |              |
|  | A2                     | République dominicaine | 56           | 56           |                               |        |              |              |              |              |
|  | A2                     | République dominicaine | 56           | 56           | Match pour la troisième place |        |              |              |              |              |
|  |                        |                        |              |              |                               |        |              |              |              |              |
|  | 24 juin 2014           |                        |              |              |                               |        |              |              |              |              |
|  | Argentine              | Argentine              | 53           | 53           |                               |        |              |              |              |              |
|  | Argentine              | Argentine              | 53           | 53           |                               |        |              |              |              |              |
|  | République dominicaine | République dominicaine | 64           | 64           |                               |        |              |              |              |              |
|  | République dominicaine | République dominicaine | 64           | 64           |                               |        |              |              |              |              |

### Matches de classement

#### Matches pour la5eplace
|  | Tour de classement 5e - 8e | Tour de classement 5e - 8e | Tour de classement 5e - 8e | Tour de classement 5e - 8e |                        |            | Match pour la 5e place | Match pour la 5e place | Match pour la 5e place | Match pour la 5e place |
|  |                            |                            |                            |                            |                        |            |                        |                        |                        |                        |
|  | 23 juin 2014               | 23 juin 2014               | 23 juin 2014               | 23 juin 2014               |                        |            | 24 juin 2014           | 24 juin 2014           | 24 juin 2014           | 24 juin 2014           |
|  | Porto Rico                 | Porto Rico                 | 70                         | 70                         |                        |            | 24 juin 2014           | 24 juin 2014           | 24 juin 2014           | 24 juin 2014           |
|  | Porto Rico                 | Porto Rico                 | 70                         | 70                         |                        |            | 24 juin 2014           | 24 juin 2014           | 24 juin 2014           | 24 juin 2014           |
|  | Mexique                    | Mexique                    | 69                         | 69                         |                        |            | 24 juin 2014           | 24 juin 2014           | 24 juin 2014           | 24 juin 2014           |
|  | Mexique                    | Mexique                    | 69                         | 69                         | Porto Rico             | Porto Rico | 88                     | 88                     |                        |                        |
|  | 23 juin 2014               |                            |                            |                            | Porto Rico             | Porto Rico | 88                     | 88                     |                        |                        |
|  |                            |                            | Brésil                     | Brésil                     | 84                     | 84         |                        |                        |                        |                        |
|  | Uruguay                    | Uruguay                    | Brésil                     | Brésil                     | 84                     | 84         | 55                     | 55                     |                        |                        |
|  | Uruguay                    | Uruguay                    |                            |                            |                        |            |                        | 55                     |                        |                        |
|  | Brésil                     | Brésil                     | 97                         | 97                         |                        |            |                        |                        |                        |                        |
|  | Brésil                     | Brésil                     | 97                         | 97                         | Match pour la 7e place |            |                        |                        |                        |                        |
|  |                            |                            |                            |                            |                        |            |                        |                        |                        |                        |
|  | 24 juin 2014               |                            |                            |                            |                        |            |                        |                        |                        |                        |
|  | Mexique                    | Mexique                    | 79                         | 79                         |                        |            |                        |                        |                        |                        |
|  | Mexique                    | Mexique                    | 79                         | 79                         |                        |            |                        |                        |                        |                        |
|  | Uruguay                    | Uruguay                    | 65                         | 65                         |                        |            |                        |                        |                        |                        |
|  | Uruguay                    | Uruguay                    | 65                         | 65                         |                        |            |                        |                        |                        |                        |

## Classement final
| Place                        | Équipe                 | Vict.-Déf. |
| ---------------------------- | ---------------------- | ---------- |
| Médaille d'or, Amérique      | États-Unis             | 5 - 0      |
| Médaille d'argent, Amérique  | Canada                 | 4 - 1      |
| Médaille de bronze, Amérique | République dominicaine | 3 - 2      |
| 4                            | Argentine              | 2 - 3      |
| 5                            | Porto Rico             | 3 - 2      |
| 6                            | Brésil                 | 1 - 4      |
| 7                            | Mexique                | 1 - 4      |
| 8                            | Uruguay                | 1 - 4      |

- Qualification pour la Coupe du Monde U19 2015

## Leaders statistiques

### Points
| Place | Nom                  | Équipe    | PPM  |
| ----- | -------------------- | --------- | ---- |
| 1     | Dillon Brooks        | Canada    | 25,2 |
| 2     | Montaque Gill-Caesar | Canada    | 19,6 |
| 3     | José Vildoza         | Argentine | 15,6 |
| 4     | José Arenas          | Mexique   | 14,4 |
| 5     | Stanley Johnson      | Chili     | 14,0 |
| 5     | Juan Arengo          | Argentine | 14,0 |

### Rebonds
| Place | Nom              | Équipe                 | RPM  |
| ----- | ---------------- | ---------------------- | ---- |
| 1     | Iván Venegas     | Mexique                | 11,8 |
| 2     | Chris Egi        | Canada                 | 9,0  |
| 3     | Jonathan Araújo  | République dominicaine | 8,6  |
| 4     | Jeromy Rodríguez | République dominicaine | 8,4  |
| 5     | Arnaldo Toro     | Porto Rico             | 7,6  |

### Passes décisives
| Place | Nom             | Équipe     | PDPM |
| ----- | --------------- | ---------- | ---- |
| 1     | Tyus Jones      | États-Unis | 6,4  |
| 2     | Jalen Brunson   | États-Unis | 5,6  |
| 3     | George De Paula | Brésil     | 4,2  |
| 4     | Isaiah Briscoe  | États-Unis | 4,0  |
| 5     | Osmar García    | Mexique    | 3,4  |
| 5     | Munis Tutu      | Canada     | 3,4  |

### Contres
| Place | Nom               | Équipe     | CPM |
| ----- | ----------------- | ---------- | --- |
| 1     | Myles Turner      | États-Unis | 3,6 |
| 2     | Chris Egi         | Canada     | 2,0 |
| 2     | Iván Venegas      | Mexique    | 2,0 |
| 4     | Lucas Colimério   | Brésil     | 1,2 |
| 4     | Tulio Da Silva    | Brésil     | 1,2 |
| 4     | Justice Winslow   | États-Unis | 1,2 |
| 4     | Stephen Zimmerman | États-Unis | 1,2 |

### Interceptions
| Place | Nom             | Équipe                 | IPM |
| ----- | --------------- | ---------------------- | --- |
| 1     | Victor Álvarez  | Mexique                | 2,6 |
| 1     | Dillon Brooks   | Canada                 | 2,6 |
| 3     | Jhery Matos     | République dominicaine | 2,4 |
| 4     | Stanley Johnson | États-Unis             | 2,2 |
| 5     | George De Paula | Brésil                 | 2,0 |
| 5     | Tyus Jones      | États-Unis             | 2,0 |
| 5     | Octavio Medina  | Uruguay                | 2,0 |
| 5     | Justice Winslow | États-Unis             | 2,0 |

## Récompenses
MVP de la compétition (meilleur joueur) Stanley Johnson
Meilleur cinq de la compétition
- Justice Winslow
- Stanley Johnson
- Dillon Brooks
- Chris Egi
- Jonathan Araújo